# Norman Greenbaum
Norman Greenbaum (Malden (Massachusetts), 20 november 1942) is een Amerikaans zanger.

## Levensloop en carrière
Greenbaum begon zijn muzikale carrière in verschillende groepen in zijn middelbareschooltijd. Hij studeerde hierna muziek aan de Universiteit van Boston, maar hij stopte na twee jaar en verhuisde naar Los Angeles. In 1969 bracht hij Spirit in the Sky uit, waarvan hij 2 miljoen exemplaren verkocht wereldwijd. Na deze grote hit boekte Greenbaum geen internationale successen meer. Daardoor wordt hij wel als een one-hit-wonder beschouwd, maar in de Verenigde Staten heeft hij enkele bescheiden hits gescoord. In 1966 nam hij als leider en songwriter van Dr. West's Medicine Show and Junk Band het satirische nummer The Eggplant That Ate Chicago op, dat de top-40 niet haalde, maar wel een cultsong werd. Met Canned Ham behaalde hij in 1970 nummer 46 in de Billboard Hot 100.
Spirit in the Sky, dat een christelijk thema heeft, is vaak gecoverd, bijvoorbeeld door Gareth Gates.

## Discografie

### Singles
| Single met hitnotering(en) in de Vlaamse Ultratop 50 | Datum van verschijnen | Datum van binnenkomst | Hoogste positie | Aantal weken | Opmerkingen          |
| ---------------------------------------------------- | --------------------- | --------------------- | --------------- | ------------ | -------------------- |
| Spirit in the Sky                                    | 1969                  | 25-04-1970            | 2               | 11           | in de Radio 2 Top 30 |

| Single met eventuele hitnotering(en) in de Nederlandse Top 40 | Datum van verschijnen | Datum van binnenkomst | Hoogste positie | Aantal weken | Opmerkingen |
| ------------------------------------------------------------- | --------------------- | --------------------- | --------------- | ------------ | ----------- |
| Spirit in the Sky                                             | 1969                  | 28-03-1970            | 3               | 11           |             |

### NPO Radio 2 Top 2000
| Nummer met noteringen in de NPO Radio 2 Top 2000 | '99  | '00  | '01  | '02  | '03 | '04  | '05  | '06  | '07 | '08  |
| ------------------------------------------------ | ---- | ---- | ---- | ---- | --- | ---- | ---- | ---- | --- | ---- |
| Spirit in the Sky                                | 1110 | 1146 | 1481 | 1739 | 959 | 1576 | 1786 | 1899 | -   | 1834 |

1. ↑  Een '-' betekent dat het nummer niet was genoteerd en een vetgedrukt getal geeft de hoogste notering aan.
2. ↑  Deze tabel is bijgewerkt tot en met de laatste editie (2024).

- Bibsys: 43541
- Biblioteca Nacional de España: XX1575737
- Bibliothèque nationale de France: cb13981775v (data)
- Gemeinsame Normdatei: 13439030X
- International Standard Name Identifier: 0000 0000 8023 3605
- Library of Congress Control Number: n94035382
- MusicBrainz: 8f6ade41-0e4d-477c-9ef7-42591fed1133
- Nationale Bibliotheek van Tsjechië: xx0198092
- Virtual International Authority File: 42034273
- WorldCat: E39PBJgd7Gx3mMhmHYVxHGttKd